# Термоусаживаемые трубки

Анимация термоусаживания трубки, до и после

Термоусаживаемая трубка (или Термоусадка) — термоусаживаемая пластиковая трубка, предназначенная для электрической изоляции, механической защиты соединений проводников, паек и иных соединений. Она также может использоваться для ремонта поврежденной изоляции кабелей, защиты их от механического повреждения, обеспечения герметичности изоляции при разделке кабеля и т. д. 
Химический состав и композиция присадок и наполнителей подбираются в зависимости от поставленных задач. Термоусаживаемые трубки выпускаются от гибких тонкостенных до жестких, предназначенных для тяжелых условий эксплуатации. Классифицируются в том числе и по относительной величине усадки при нагреве.

## Применение
Термоусадочная трубка подходящего диаметра надевается на провод и надвигается на выполненное соединение. В отдельных случаях для предупреждения её повреждения может использоваться силиконовая смазка. Затем при помощи фена или в печи термоусадочная трубка нагревается, плотно обхватывая соединение, в том числе сложных форм. Иногда работоспособными источниками тепла могут выступать паяльник, пламя зажигалки и т. п., но пользоваться ими нежелательно. Неконтролируемый нагрев может привести к неравномерной усадке, физическому повреждению трубки и порче изоляции, поэтому производители трубок их не рекомендуют. При перегреве термоусаживаемая трубка может расплавиться, обуглиться и даже загореться, как любой пластик. Нагрев вызывает усадку трубки на величину 1/2-1/6 от исходного диаметра. Продольная усадка, составляющая обычно около 6%, как правило, нежелательна, и производители борются с ней. Усаженная трубка обеспечивает хорошую электрическую изоляцию, защиту соединения от пыли и жидкостей, механическую прочность.
Некоторые типы термоусаживаемых трубок имеют дополнительное покрытие изнутри из термопластичного клея, что улучшает адгезию и гарантирует герметичность, в то время как обычные трубки держатся только за счет трения.
Термоусаживаемые трубки иногда продаются нарезанными на заранее определенную длину, с кусочком припоя в центре и колечками из термопластичного клея по краям. Эта конструкция была стандартизирована Daimler-Benz для ремонта автомобильной проводки.

## Производство
Термоусаживаемая трубка была изобретена корпорацией Raychem в 1962 году. Она производится из термопластиков, таких как полиолефины, фторполимеров (таких как FEP, фторопласт-4), поливинилхлорида, неопрена, силиконовых эластомеров.
Процесс производства термоусаживаемых трубок начинается с подбора подходящего полимера, исходя из требуемых свойств. Затем в исходный полимер добавляют присадки и наполнители (красители, стабилизаторы и т. п.), после чего полимер экструдируется в трубку. На следующем этапе полимерная трубка подвергается процедуре сшивки, например, при помощи радиации, пучка электронов или химическим способом. Сшивка формирует в полимере «память» исходной формы. Затем трубка нагревается до температуры ниже плавления кристаллической фазы полимера и подвергается растяжению (часто под вакуумом) с быстрым охлаждением в таком состоянии. Позднее, когда трубка при использовании будет нагрета до температуры выше температуры плавления кристаллической фазы, трубка сожмётся до её исходного размера.
Для использования под открытым небом в состав трубок вводят УФ стабилизаторы для защиты от солнечной радиации.

## Материалы
Разные сферы применения требуют использования разных материалов.
- Эластомерные трубки сохраняют высокую гибкость даже при низких температурах. Рабочий диапазон может составлять от −75 до 150 °C. Материал стоек ко многим веществам, включая горюче-смазочные материалы, и обладает хорошей стойкостью к износу, удовлетворяя строгим международным стандартам. Типичная степень усадки 2 к 1[6]
- Фторированный этилен-пропилен (FEP) — дешёвая альтернатива политетрафторэтилену.[источник не указан 1713 дней] Это превосходный диэлектрик, стойкий к большинству веществ и растворителей. Кроме того, он выдерживает высокую температуру, морозостоек, устойчив к УФ излучению, что делает его отличным материалом для термоусаживаемых трубок.
- Полиолефиновые трубки — наиболее распространенный тип[7]. Имеют предельную рабочую температуру от −55 до 135 °C, применяются в военной, аэрокосмической и железнодорожных отраслях. Они гибкие, быстро усаживаются, производятся в широком спектре цветов (включая прозрачные), что может быть использовано для цветовой маркировки проводов. Трубки из этого материала обладают невысокой стойкостью к ультрафиолету, за исключением чёрной: только чёрные трубки из полиолефина могут быть рекомендованы для использования под открытым небом. Полиолефиновые трубки усаживаются при 143 °C[8]. Типичное значение величины усадки для полиолефиновых трубок 2 к 1 в диаметре[9][8], но высококачественные трубки могут иметь значение усадки до 3 к 1[6]. Полиолефиновые трубки могут выдерживать кратковременное прикосновение паяльника[9].
- ПВХ-трубки доступны различных расцветок. При касании паяльником они склонны к обугливанию[9].
- Поливинилиденфторидные (PVDF, фторопласт-2), часто имеющие прозрачный цвет, используются для защиты электрических соединений, узлов, датчиков, чувствительных к нагреву и химическим воздействиям и требующим визуального контроля. Имеют широкий рабочий температурный диапазон от −55 до 175 °С.[источник не указан 1713 дней]
- Силиконовая резина обладает отличной гибкостью, износостойкостью и имеет рабочий температурный диапазон от −50 до 200 °C.[источник не указан 1713 дней]
- Трубки из политетрафторэтилена (фторопласт-4, PTFE) способны выдерживать экстремальные температуры (от -60 до 260 °C), имеют наименьший коэффициент трения скольжения среди пластиков, обладают исключительной химической стойкостью к большинству химических веществ[6].
- Фторкаучуки, фторполимеры, объединяют свойства фторопластов и каучуков, обладают достаточно высокой химической стойкостью, негорючестью, широким рабочим температурным диапазоном −55 до 220 °C, широко используются в сферах, где требуется стойкость к ГСМ и гидравлическим жидкостям в сочетании с высокими температурами, могут применяться, в том числе, и для защиты чувствительных элементов от воздействия тепла[6].

## Типы
Термоусаживаемые трубки доступны в широком спектре цветов для цветовой маркировки проводников и соединений. Для декоративных целей изготавливаются также трубки флуоресцентных цветов.
Специализированные термоусаживаемые трубки, также известные как «solder sleeves», имеют кусочек припоя в центре и колечки из термопластичного клея по краям для герметизации. Зачищенные концы проводов помещаются в такую трубку с двух сторон, при нагреве припой плавится, обеспечивая паянное соединение, трубка сжимается, создавая надежный изолирующий слой, с герметизацией клеем по краям.
Термоусаживаемые колпачки (термоусадочные трубки, заглушенные с одного конца) используются для защиты от влаги и пыли срезанного конца кабеля при хранении и монтаже.